# ヘキサフルオロリン酸塩
ヘキサフルオロリン酸塩（英: Hexafluorophosphate）は、化学式[PF
6]−
を持つアニオンである。また、八面体型の化学種であり、その塩に色を与えない。さらに、六フッ化硫黄（SF
6）、ヘキサフルオロケイ酸ジアニオン（[SiF
6]2−）、およびヘキサフルオロアンチモン酸塩（[SbF
6]−
）と等電子的である。このアニオン中では、リン（P）は5価の原子価を持つ。求核性が低いため、ヘキサフルオロリン酸塩は非配位性アニオンに分類される。

## 合成

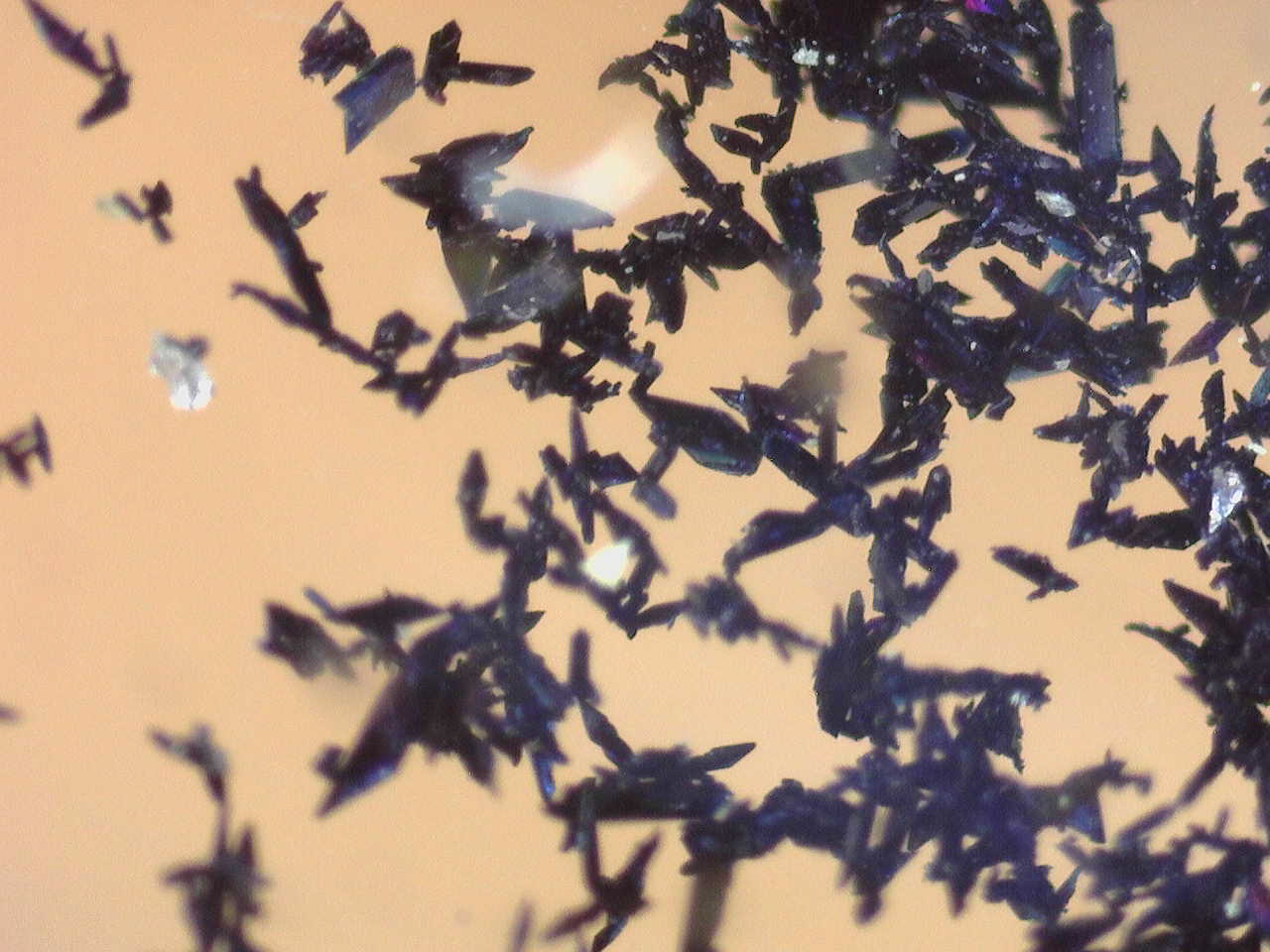
ヘキサフルオロリン酸フェロセニウム（[Fe(C5H5)2]+[PF6]-）の結晶

ヘキサフルオロリン酸塩は、フッ化水素酸溶液中で、五塩化リンとアルカリまたはアンモニウムのハロゲン化物との反応によって調製することができる。
PCl
5 + MCl + 6 HF → M[PF
6] + 6 HCl
ヘキサフルオロリン酸は、フッ化水素と五フッ化リンとの直接反応によって調製することができる。ヘキサフルオロリン酸は、強ブレンステッド酸であり、通常はその使用直前にin situで生成される。
PF
5 + HF → H[PF
6]
これらの反応では、フッ化水素酸およびフッ化水素に伴う危険性を安全に取り扱うために特殊な装置が必要である。

## 定量分析
ヘキサフルオロリン酸塩に対するいくつかの定量分析法が開発されている。塩化テトラフェニルアルソニウム（[(C
6H
5)
4As]Cl）は、ヘキサフルオロリン酸塩の滴定および重量分析による定量の両方に用いられてきた。これらの定量法のいずれも、ヘキサフルオロリン酸テトラフェニルアルソニウムの生成に依存する。
[(C
6H
5)
4As]+
 + [PF
6]−
 → [(C
6H
5)
4As][PF
6]
ヘキサフルオロリン酸塩は、フェロインを用いた分光測色法によっても定量できる。

## 反応
塩基性条件下では、加水分解は非常に遅い。また、リン酸塩への酸触媒による加水分解もまた遅い。にもかかわらず、ヘキサフルオロリン酸塩はイオン液体中でフッ化水素を放出して分解しやすい。

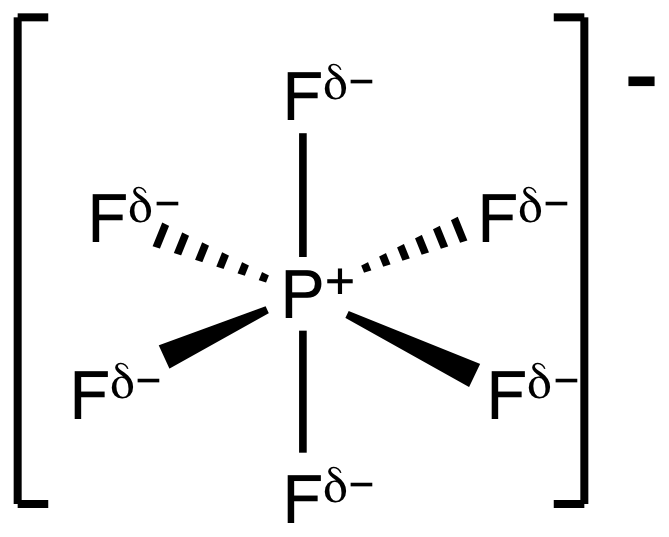
ヘキサフルオロリン酸塩は、フッ化物中心上に部分的な（非局在化した）負電荷を帯びている。

### 有機金属および無機合成
ヘキサフルオロリン酸イオンは、カチオン性金属錯体の一般的な対アニオンである。それは、ヘキサフルオロリン酸塩、テトラフルオロホウ酸塩（[BF
4]−
）、および過塩素酸塩（ClO−
4）という、広く用いられる3つの非配位性アニオンの1つである。これらの中で、ヘキサフルオロリン酸塩は最も配位傾向が低い。
ヘキサフルオロリン酸塩は、ヘキサフルオロリン酸銀(I)とハロゲン化物塩との反応によって調製することができる。不溶性のハロゲン化銀の沈殿は、この反応を完結させる助けとなる。ヘキサフルオロリン酸塩はしばしば水に不溶であるが極性有機溶媒には可溶であるため、多くの有機塩および無機塩の水溶液にヘキサフルオロリン酸アンモニウム（[NH
4][PF
6]）を加えることでも、固体のヘキサフルオロリン酸塩の沈殿が得られる。一例としてはロドセン塩の合成が挙げられる。全体の変換式は
RhCl
3 ·  nH
2O + 2 C
5H
6 + [NH
4][PF
6] → [(η5
-C
5H
5)
2Rh][PF
6] + 2 HCl + [NH
4]Cl + n H
2O
となる。ヘキサフルオロリン酸テトラキス(アセトニトリル)銅(I)は、アセトニトリル中の酸化銅(I)の懸濁液にヘキサフルオロリン酸を加えることによって生成される。
Cu
2O + 2 H[PF
6] + 8 CH
3CN → 2 [Cu(CH
3CN)
4][PF
6] + H
2O

### ヘキサフルオロリン酸錯体の加水分解
ヘキサフルオロリン酸塩は一般に不活性であり、そのため適した対イオンであるが、その加溶媒分解は求電子性の高い金属中心によって誘起される。例えば、トリス（溶媒和）ロジウム錯体（[(η5
-C
5Me
5)Rh(Me
2CO)
3][PF
6]
2）は、アセトン中で加熱すると溶媒和分解を起こし、ジフルオロリン酸架橋錯体（[(η5
-C
5Me
5)Rh(μ-OPF
2O)
3Rh(η5
-C
5Me
5)][PF
6]） [(η⁵-C₅Me₅)Rh(μ-OPF₂O)₃Rh(η⁵-C₅Me₅)][PF₆] を生成する。

## 応用
ヘキサフルオロリン酸塩の応用は、通常、次のような特性の1つ以上を利用する。
- 非配位性アニオンであること。
- 通常、ヘキサフルオロリン酸化合物が有機溶媒（特に極性のもの）に可溶であるが水溶液への溶解度は低いこと。
- または、酸性および塩基性の両方の加水分解に対する耐性を含む高い安定性を持つこと。

### 二次電池
ヘキサフルオロリン酸塩の主な商業的な用途は、リチウム塩であるヘキサフルオロリン酸リチウムとしてである。この塩は、炭酸ジメチルと組み合わせて、リチウムイオン二次電池のような商業的な二次電池における一般的な電解質である。この用途は、ヘキサフルオロリン酸塩の有機溶媒への高い溶解度、およびアルカリ金属カソードによる還元に対するこれらの塩の耐性を利用している。これらの電池中のリチウムイオンは一般に電解質中で錯体として存在するので、ヘキサフルオロリン酸塩の非配位性という性質は、これらの用途にとってまた有用な特性でもある。

### イオン液体
例えば、ヘキサフルオロリン酸1-ブチル-3-メチルイミダゾリウム（BMIM-PF6）のような室温イオン液体が調製されている。非配位性アニオンへのアニオン交換の利点は、結果として得られるイオン液体がはるかに高い熱安定性を持つということである。塩化1-ブチル-3-メチルイミダゾリウムは、''N''-メチルイミダゾールと1-クロロブタンへ、またはN-ブチルイミダゾールとクロロメタンへと分解する。そのような分解はヘキサフルオロリン酸1-ブチル-3-メチルイミダゾリウムにとっては不可能である。しかしながら、ヘキサフルオロリン酸イオン液体が熱分解してフッ化水素ガスを生成することは知られている。